# Lolo Tolemau
Der Lolo Tolemau (kurz Tolemau) ist ein osttimoresischer Berg im Verwaltungsamt Bobonaro (Gemeinde Bobonaro). Er hat eine Höhe von 1731 m und liegt im Osten des Sucos Cota Bo’ot, in der Aldeia Aimeta. Er gehört zu einem Ausläufer der Ramelau-Berge, der bis nach Aimeta verläuft.
Nordöstlich benachbart liegt der Taralu (1974 m). Am Hang im Südosten liegt das Dorf Polo, im Westen der Ort Aimeta.